# New York Intellectuals
Als New York Intellectuals wird eine Gruppe von zumeist aus New York stammenden Intellektuellen bezeichnet, die um die Mitte des 20. Jahrhunderts zu den Wortführern der antistalinistischen Linken in den USA zählten. Ihr Einfluss prägte seit dem Ende der 1930er Jahre entscheidend den amerikanischen Literaturdiskurs. Der Begriff selbst wurde erst 1968 von Irving Howe geprägt.

## Entwicklung
Zu den New York Intellectuals der ersten Generation zählten Autoren und Publizisten, die Mitte der 1930er Jahre im Laufe erbitterter Richtungsdebatten innerhalb der Kommunistischen Partei der USA etwa um die Haltung zum New Deal und die Bewertung der Moskauer Prozesse, später unter dem Eindruck des Deutsch-sowjetischen Nichtangriffspaktes mit der Parteiführung und der Sowjetunion brachen. Viele von ihnen wandten sich, hierbei Max Shachtman folgend, dem Trotzkismus zu. Zu ihnen zählten Phillip Rahv und William Phillips, die Herausgeber der Zeitschrift Partisan Review, die in der Folge zum wichtigsten Sprachrohr der Gruppe wurde, die Howe später als New York Intellectuals bezeichnete: Schriftsteller und Literaturkritiker wie Lionel Trilling, Mary McCarthy, Saul Bellow, Delmore Schwartz, Kunstkritiker wie Clement Greenberg und politische Theoretiker wie Dwight McDonald. Zur zweiten Generation der New York Intellectuals zählen Autoren, die in den 1940er Jahren zur Partisan Review und wesensverwandten Blättern wie The New Republic stießen, insbesondere Irving Howe, Irving Kristol, Nathan Glazer und Daniel Bell. Nach dem Zweiten Weltkrieg und mit dem Beginn des Kalten Krieges rückten diese Autoren, und mit ihnen ihre Zeitschriften, näher zur politischen Mitte. Sie prägten den sogenannten Konsensliberalismus entscheidend mit, ein Konzept, das liberale Traditionen der Aufklärung, des Individualismus, Keynesianismus, Pragmatismus, liberaldemokratischen Internationalismus (Kosmopolitismus) und schließlich Gegnerschaft zum Totalitarismus miteinander verband. Manche von ihnen wurden in den 1960er Jahren zu Vordenkern des Neokonservatismus, so insbesondere Irving Kristol, andere wie Irving Howe vertraten bis zu ihrem Tod dezidiert linke Positionen.

## Einfluss
Der Einfluss der New York Intellectuals machte sich weniger in der Tagespolitik und der politischen Theorie als im Kultur- und Literaturbetrieb der USA bemerkbar. Neben den Vertretern des New Criticism, einer streng formalistischen und kaum politischen Strömung der Literaturtheorie, waren es Autoren wie Trilling und McCarthy, die für die Kanonisierung der amerikanischen Moderne sorgten. Während die New Critics nach streng formalistischen Kriterien vorgingen, brachten die New York Intellectuals oftmals den Zusammenhang von Literatur und Politik zur Sprache. Zu den entscheidenden literarischen Debatten, die in Blättern wie der Partisan Review unter diesem Gesichtspunkt geführt wurden, gehörten der Streit um die Verleihung des Bollingen Prize an den Dichter Ezra Pound 1947 oder die Bewertung von Arthur Koestlers Roman Sonnenfinsternis.